# Dallas Green
Dallas Michael John Albert Green (St. Catharines, 29 settembre 1980) è un cantautore canadese.

## Carriera
Dal 2001 fa parte del gruppo post-hardcore Alexisonfire, in cui è autore, vocalist e chitarrista.
Da solista produce a partire dalla seconda metà degli anni 2000 con lo pseudonimo City and Colour, che deriva dal suo stesso nome Dallas Green: Dallas è una città (city) e green (dalla lingua inglese "verde") è un colore (colour).
Nel 2014 ha pubblicato un album collaborativo con Pink (Alecia Moore) in un duo chiamato You+Me. Il titolo dell'album è Rose ave..

## Discografia

### Alexisonfire
- 2002 – Alexisonfire
- 2004 – Watch Out!
- 2006 – Crisis
- 2009 – Old Crows/Young Cardinals

### City and Colour
- 2005 – Sometimes
- 2008 – Bring Me Your Love
- 2011 – Little Hell
- 2013 – The Hurry and the Harm
- 2015 – If I Should Go Before You

### You+Me
- 2014 – Rose ave.